# Sinergia (álbum)
Sinergia es el primer álbum musical realizado por la banda de rock Sinergia. Este álbum existe en tres ediciones distintas: la primera fue una producción independiente hecha el mismo año de la grabación (2001) que poseía 12 tracks; la segunda fue una versión producida el 2002 por la casa discográfica Sello Azul, esta versión poseía la canción Mujer Robusta como adición; finalmente, la tercera versión fue realizada por el sello La Oreja, que pasaría a ser su sello hasta la actualidad, en la que agregaron el Bonus Track en vivo "Concurso" y tres videoclips ("Mujer Robusta", "Chilerobot" y "Concurso").
Las canciones Chupatrón y Santiago U.S.A son originalmente de su álbum independiente Apoyando la Demencia, pero esta vez con una introducción para Chupatrón.
El video de Mujer Robusta alcanzó el primer lugar del ranking de Los 10 + Pedidos del canal MTV y la canción Marina es conocida popularmente como el "himno pajarón", la cual trata de un joven enamorado de una mujer (Marina) que no tiene valor para decir lo que siente por ella.

## Lista de canciones
Todas las canciones escritas y compuestas por Don Rorro. 
| N.º | Título | Duración |  |

1. Mi Auto
2. Concurso
3. Basura
4. Amor Alternativo
5. Intro Chupatrón
6. Chupatrón
7. Cabeza de Abajo
8. Marina
9. Playero
10. Chile Robot
11. Santiago USA
12. Sinergia
13. Mujer Robusta

## Créditos
- "Rodrigo Don Rorro" Osorio- Voz
- Pedro "Pedrales" López - Guitarra
- Alexis "Aneres" González - Bajo
- Bruno "Brunanza" Godoy - Batería
- Paul DJ Panoramix Eberhard - Tornamesa, Samplers

- Datos: Q6129181